# 華 (姓)
華（か）は漢姓の一つ。去声で読む。『百家姓』の28番目の姓である。2020年の中華人民共和国の統計では人数順の上位100姓に入っておらず、台湾の2018年の統計でも154番目に多い姓で、4,288人がいる。
漢族以外に満州族、蒙古族、回族にも華姓の人がいる。

## 著名な人物
- 華元 - 春秋時代の宋の政治家。
- 華佗 - 後漢末期の医師。
- 華雄 - 後漢末期の武将。
- 華歆 - 後漢末期から魏にかけての政治家。
- 華覈 - 呉の政治家。
- 華蘅芳 - 清末の数学者。
- 華羅庚 - 中華人民共和国の数学者。
- 華国鋒 - 中華人民共和国の政治家。
- 華春瑩 - 中華人民共和国の外交官、報道官。